# Ujung Batu (Labuhan Haji)
Ujung Batu is een bestuurslaag in het regentschap Aceh Selatan van de provincie Atjeh, Indonesië. Ujung Batu telt 561 inwoners (volkstelling 2010).